# Ițhak Șamir

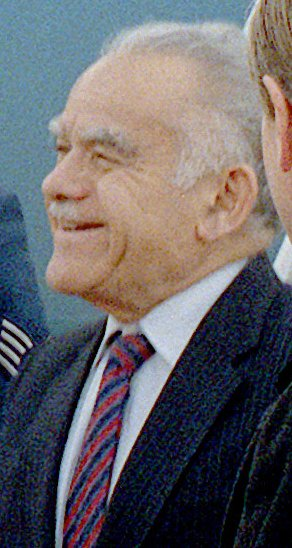
Itzhak Shamir, prim ministru al Israelului în anii 1983-1984 şi 1986-1992

Ițhak Șamir sau Itzhak Shamir (în ebraică יִצְחָק שָׁמִיר; n. 22 octombrie 1915, Ružany⁠(d), Ober Ost – d. 30 iunie 2012, Herzliya, Districtul Tel Aviv, Israel) a fost un om politic israelian, prim ministru al Israelului în două rânduri: 10 octombrie 1983 - 13 septembrie 1984 și 20 octombrie 1986 - 13 iulie 1992. În anii 1943-1948 a condus, sub regimul mandatului britanic, organizația subterană paramilitară evreiască „Lehi” iar ulterior a activat în cadrul serviciilor de inteligență israeliene Mossad